# Rallye Neuseeland 2008

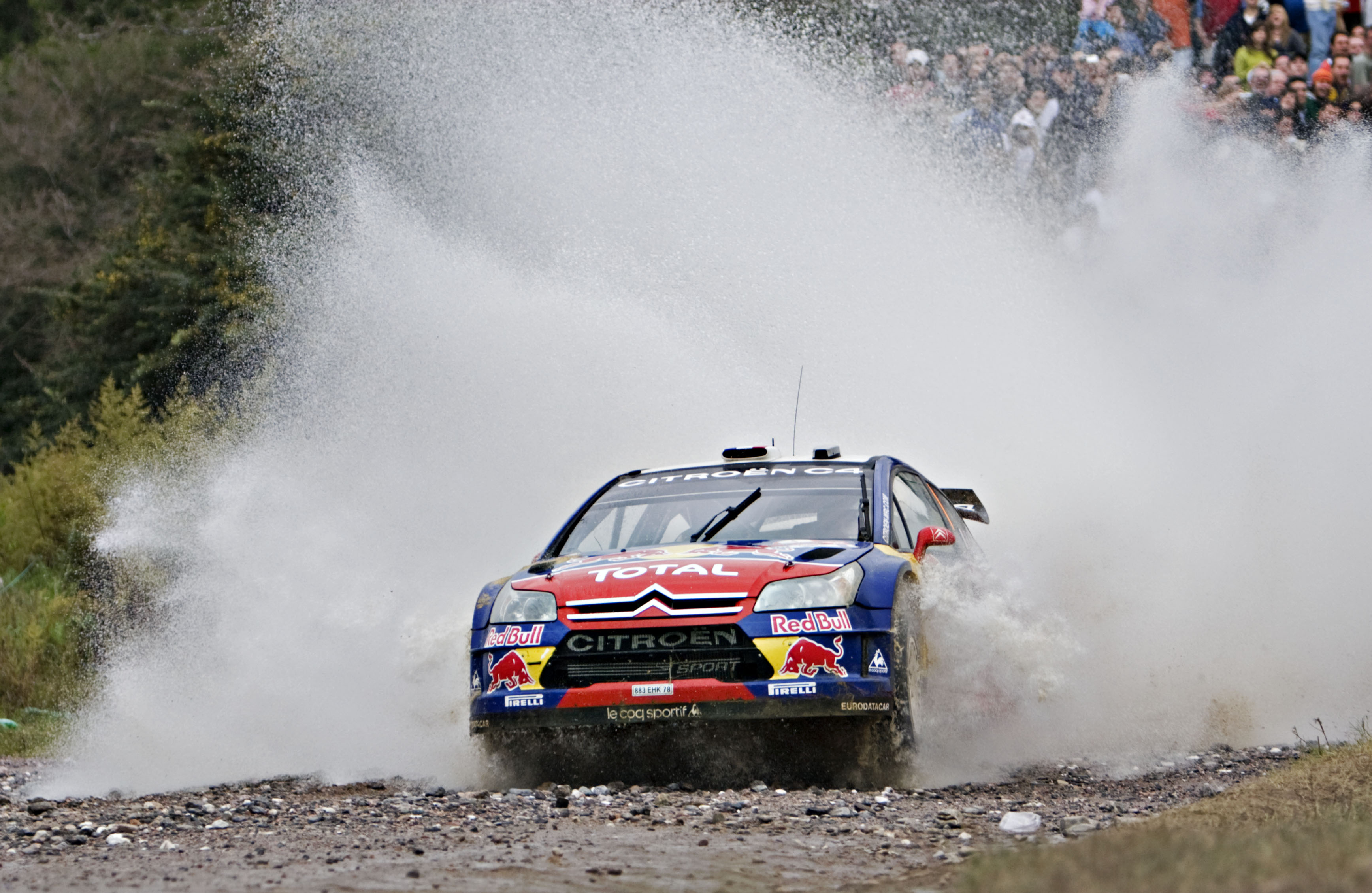
Sébastien Loeb und Daniel Elena (Citroën C4 WRC)

Die 38. Rallye Neuseeland war der elfte von 15 FIA-Weltmeisterschaftsläufen 2008. Die Rallye bestand aus 18 Wertungsprüfungen und wurde zwischen dem 28. und dem 31. August ausgetragen.

## Bericht
Zu Beginn des letzten Rallyetages schien für Sébastien Loeb (Citroën) in der ersten Wertungsprüfung des Tages schon alles verloren zu sein. Nach Teamtaktik am Samstag führte Jari-Matti Latvala (Ford) vor Mikko Hirvonen (Ford), Loeb und Daniel Sordo (Citroën). Aus dem Plan, durch die bessere Startposition aufzuholen, wurde zunächst nichts für Loeb. Denn in der ersten Prüfung des Tages drehte er sich und verlor viel Zeit. Danach sah alles danach aus, dass Latvala vor Hirvonen gewinnt, Sordo Dritter wird und Loeb Vierter.
Doch in der zweitletzten Wertungsprüfung wendete sich das Glück zu Gunsten von Citroën. Ford verlor in der 29,72 Kilometer langen WP „Whaanga Coast“ alles. Latvala rammte einen Felsen und musste aufgeben, Hirvonen hatte einen kaputten Reifen, er drehte sich und schleppte sich mit fast einer Minute Rückstand ins Ziel. Loeb überholte Teamkollege Sordo und das überraschende Endergebnis stand fest.
In derselben Wertungsprüfung schied auch François Duval (Ford) aus, der die ganze Rallye über auf Rang fünf gelegen war. Duval schoss in einer Kurve geradeaus. Durch sein Aus und durch den Ausfall von Latvala machten alle dahinterliegenden Fahrer noch zwei Plätze gut: Subaru-Pilot Petter Solberg, der mit dem Fahrverhalten des Impreza nicht zufrieden war, rutschte vor auf Rang vier, Privatier Urmo Aava (Citroën) wurde Fünfter.
Loeb führte die Fahrer-Weltmeisterschaft mit acht Punkten Vorsprung auf Hirvonen an zu diesem Zeitpunkt.

## Klassifikationen

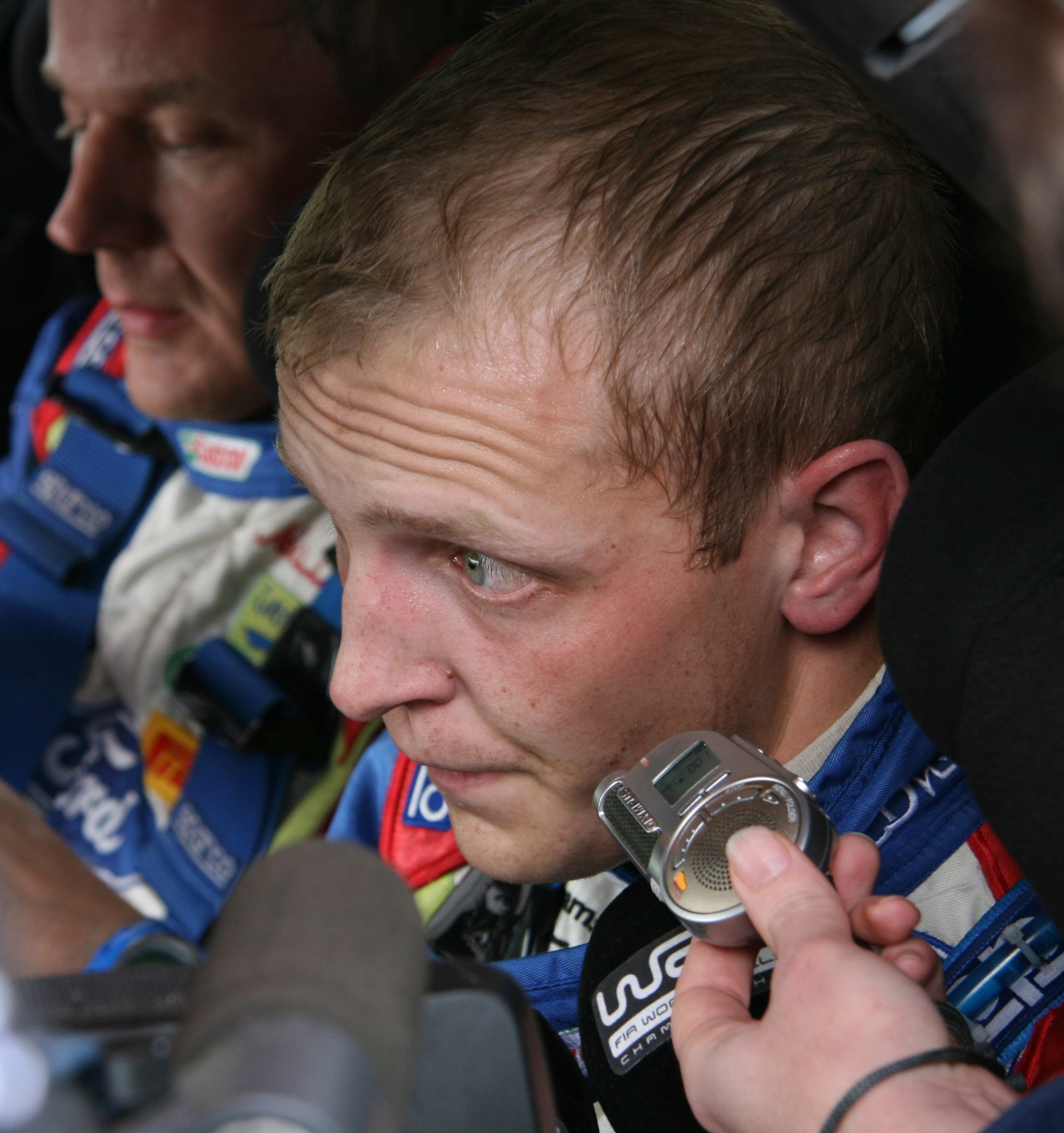
Mikko Hirvonen und Jarmo Lehtinen bei der Rallye Neuseeland

### Endresultat
| Pos    | Fahrer               | Co-Pilot            | Auto                     | Zeit      | Rückstand | Punkte |
| WRC    | WRC                  | WRC                 | WRC                      | WRC       | WRC       | WRC    |
| ------ | -------------------- | ------------------- | ------------------------ | --------- | --------- | ------ |
| 01     | Sébastien Loeb       | Daniel Elena        | Citroën C4 WRC           | 3:59:18.9 | 00:00.0   | 10     |
| 02     | Daniel Sordo         | Marc Martí          | Citroën C4 WRC           | 3:59;36.4 | 00:17.5   | 8      |
| 03     | Mikko Hirvonen       | Jarmo Lehtinen      | Ford Focus RS WRC        | 4:00:00.4 | 00:41.5   | 6      |
| 04     | Petter Solberg       | Phil Mills          | Subaru Impreza WRC       | 4:02:07.8 | 02:48.9   | 5      |
| 05     | Urmo Aava            | Kuldar Sikk         | Citroën C4 WRC           | 4:02:49.6 | 03:30.7   | 4      |
| 06     | Per-Gunnar Andersson | Jonas Andersson     | Suzuki SX4 WRC           | 4:06:56.3 | 07:37.4   | 3      |
| 07     | Toni Gardemeister    | Tomi Tuominen       | Suzuki SX4 WRC           | 4:07:13.8 | 07:54.9   | 2      |
| 08     | Federico Villagra    | Jorge Pérez Companc | Ford Focus RS WRC        | 4:07:53.9 | 08:35.0   | 1      |
| 09     | Henning Solberg      | Cato Menkerud       | Ford Focus RS WRC        | 4:08:34.1 | 09:15.2   |        |
| 10     | Martin Prokop        | Jan Tománek         | Mitsubishi Lancer Evo IX | 4:13:07.9 | 13:49.0   |        |
| PWRC   |                      |                     |                          |           |           |        |
| 1 (10) | Martin Prokop        | Jan Tománek         | Mitsubishi Lancer Evo IX | 4:13:07.9 | 13:49.0   | 10     |
| 2 (11) | Patrik Sandell       | Emil Axelsson       | Mitsubishi Lancer Evo IX | 4:13:44.1 | 14:25.2   | 8      |
| 3 (12) | Martin Raum          | Silver Kutt         | Mitsubishi Lancer Evo IX | 4:14:05.7 | 14:46.8   | 6      |
| 4 (13) | Hayden Paddon        | John Kennard        | Mitsubishi Lancer Evo IX | 4:14:35.2 | 15:16.3   | 5      |
| 5 (14) | Juho Hänninen        | Mikko Markkula      | Mitsubishi Lancer Evo IX | 4:15:25.2 | 16:06.3   | 4      |
| 6 (15) | Jari Ketomaa         | Miika Teiskonen     | Subaru Impreza WRX STi   | 4:15:54.0 | 16:35.1   | 3      |
| 7 (18) | Bernardo Sousa       | Jorge Carvalho      | Mitsubishi Lancer Evo IX | 4:20:00.3 | 20:41.4   | 2      |
| 8 (19) | Stewart Taylor       | Warwick Searle      | Mitsubishi Lancer Evo IX | 4:20:13.9 | 20:55.0   | 1      |

### Wertungsprüfungen
| Tag                                   | WP                                    | Name                          | Länge    | Start NZST         | Gewinner           | Co-Pilot          | Auto              | Zeit    | Ø km/h             | Leader             |
| ------------------------------------- | ------------------------------------- | ----------------------------- | -------- | ------------------ | ------------------ | ----------------- | ----------------- | ------- | ------------------ | ------------------ |
| Tag 1 (29. Aug.)                      | WP1                                   | Pirongia West 1               | 24,22 km | 09:18              | Jari-Matti Latvala | Miikka Antilla    | Ford Focus RS WRC | 17:08.1 | 84,8               | Jari-Matti Latvala |
| Tag 1 (29. Aug.)                      | WP2                                   | Waitomo 1 Part 1              | 25,81 km | 10:21              | Mikko Hirvonen     | Jarmo Lehtinen    | Ford Focus RS WRC | 15:12.5 | 102,0              | Mikko Hirvonen     |
| Tag 1 (29. Aug.)                      | WP3                                   | Waitomo 1 Part 2              | 17,36 km | 10:54              | Mikko Hirvonen     | Jarmo Lehtinen    | Ford Focus RS WRC | 14:13.5 | 73,2               | Mikko Hirvonen     |
| Tag 1 (29. Aug.)                      | Service Mystery Creek 12:39 (30 Min.) |                               |          |                    |                    |                   |                   |         |                    | Mikko Hirvonen     |
| Tag 1 (29. Aug.)                      | WP4                                   | Pirongia West 2               | 24,22 km | 14:07              | Sébastien Loeb     | Daniel Elena      | Citroën C4 WRC    | 16:35.8 | 87,6               | Mikko Hirvonen     |
| Tag 1 (29. Aug.)                      | WP5                                   | Waitomo 2 Part 1              | 25,85 km | 15:10              | Sébastien Loeb     | Daniel Elena      | Citroën C4 WRC    | 14:39.6 | 105,8              | Mikko Hirvonen     |
| Tag 1 (29. Aug.)                      | WP6                                   | Waitomo 2 Part 2              | 17,36 km | 15:43              | Sébastien Loeb     | Daniel Elena      | Citroën C4 WRC    | 13:37.8 | 76,4               | Mikko Hirvonen     |
| Tag 1 (29. Aug.)                      | WP7                                   | Mystery Creek Super Special 1 | 3,14 km  | 17:03              | Mikko Hirvonen     | Jarmo Lehtinen    | Ford Focus RS WRC | 03:03.8 | 61,5               | Mikko Hirvonen     |
| Tag 1 (29. Aug.)                      | Service Mystery Creek 17:18 (45 Min.) |                               |          |                    |                    |                   |                   |         |                    | Mikko Hirvonen     |
| Tag 2 (30. Aug.)                      |                                       |                               |          |                    |                    |                   |                   |         |                    | Mikko Hirvonen     |
| Service Mystery Creek 06:50 (15 Min.) |                                       |                               |          |                    |                    |                   |                   |         |                    | Mikko Hirvonen     |
| WP8                                   | Port Waikato                          | 17,22 km                      | 09:08    | Henning Solberg    | Cato Menkerud      | Ford Focus RS WRC | 10:02.2           | 102,9   |                    | Mikko Hirvonen     |
| WP9                                   | Possum                                | 13,78 km                      | 09:46    | Sébastien Loeb     | Daniel Elena       | Citroën C4 WRC    | 10:39.2           | 77,6    |                    | Mikko Hirvonen     |
| WP10                                  | Franklin                              | 31,58 km                      | 10:24    | Jari-Matti Latvala | Miikka Antilla     | Ford Focus RS WRC | 22:02.7           | 86,0    |                    | Mikko Hirvonen     |
| WP11                                  | Mystery Creek Super Special 2         | 3,14 km                       | 12:37    | Henning Solberg    | Cato Menkerud      | Ford Focus RS WRC | 02:58.0           | 63,5    |                    | Mikko Hirvonen     |
| Service Mystery Creek 13:15 (30 Min.) |                                       |                               |          |                    |                    |                   |                   |         |                    | Mikko Hirvonen     |
| WP12                                  | Te Akau South                         | 31,92 km                      | 15:03    | Henning Solberg    | Cato Menkerud      | Ford Focus RS WRC | 18:37.0           | 102,9   | Sébastien Loeb     |                    |
| WP13                                  | Te Akau North                         | 32,36 km                      | 15:46    | Henning Solberg    | Cato Menkerud      | Ford Focus RS WRC | 17:29.7           | 111,0   | Jari-Matti Latvala |                    |
| Service Mystery Creek 17:46 (45 Min.) |                                       |                               |          |                    |                    |                   |                   |         | Jari-Matti Latvala |                    |
| Tag 3 (31. Aug.)                      |                                       |                               |          |                    |                    |                   |                   |         |                    |                    |
| Service Mystery Creek 07:45 (15 Min.) |                                       |                               |          |                    |                    |                   |                   |         |                    |                    |
| WP14                                  | Te Hutewai 1                          | 11,23 km                      | 09:23    | Henning Solberg    | Cato Menkerud      | Ford Focus RS WRC | 08:03.0           | 83,7    |                    |                    |
| WP15                                  | Whaanga Coast 1                       | 29,72 km                      | 09:51    | Henning Solberg    | Cato Menkerud      | Ford Focus RS WRC | 21:26.4           | 83,2    | Mikko Hirvonen     |                    |
| Remote Service Raglan 10:57 (15 Min.) |                                       |                               |          |                    |                    |                   |                   |         | Mikko Hirvonen     |                    |
| WP16                                  | Te Hutewai 2                          | 11,23 km                      | 11:28    | Sébastien Loeb     | Daniel Elena       | Citroën C4 WRC    | 07:47.5           | 86,5    | Mikko Hirvonen     |                    |
| WP17                                  | Whaanga Coast 2                       | 29,72 km                      | 11:56    | Sébastien Loeb     | Daniel Elena       | Citroën C4 WRC    | 20:47.0           | 85,8    | Sébastien Loeb     |                    |
| WP18                                  | Mystery Creek Super Special 3         | 3,14 km                       | 14:03    | Henning Solberg    | Cato Menkerud      | Ford Focus RS WRC | 03:00.6           | 62,6    | Sébastien Loeb     |                    |
| Service Mystery Creek 14:18 (10 Min.) |                                       |                               |          |                    |                    |                   |                   |         | Sébastien Loeb     |                    |

Quelle:

### Gewinner Wertungsprüfungen
| WP             | Anzahl | Fahrer             | Auto              |
| -------------- | ------ | ------------------ | ----------------- |
| 8, 11–15, 18   | 7      | Henning Solberg    | Ford Focus RS WRC |
| 4–6, 9, 16, 17 | 6      | Sébastien Loeb     | Citroën C4 WRC    |
| 2, 3, 7        | 3      | Mikko Hirvonen     | Ford Focus RS WRC |
| 1, 10          | 2      | Jari-Matti Latvala | Ford Focus RS WRC |

### Fahrer-WM nach der Rallye
| Pos. | Fahrer             | Punkte |
| ---- | ------------------ | ------ |
| 1    | Sébastien Loeb     | 86     |
| 2    | Mikko Hirvonen     | 78     |
| 3    | Dani Sordo         | 51     |
| 4    | Chris Atkinson     | 40     |
| 5    | Jari-Matti Latvala | 34     |

### Team-Weltmeisterschaft
| Pos. | Team        | Punkte |
| ---- | ----------- | ------ |
| 1    | Citroën WRT | 141    |
| 2    | Ford WRT    | 121    |
| 3    | Subaru WRT  | 74     |
| 4    | Stobart WRT | 51     |